# Polymetrik
Polymetrik ist in der Musik der Fachbegriff für das gleichzeitige Auftreten unterschiedlicher Metren in den verschiedenen Stimmen eines Musikstücks.

## Polymetrik in der klassischen Musik
In der klassischen Musik geschieht es, dass Polymetrik einhergeht mit einer Anpassung der Tempi der verschiedenen Stimmen, so dass die sich überlagernden Takte verschiedener Taktarten die gleiche Länge haben, was dazu führt, dass Notenwerte in den Stimmen unterschiedliche Dauer haben.
Hierfür gibt es zahlreiche Beispiele, in welchen eine Überlagerung verschiedener Metren in unterschiedlichen Taktarten stattfindet, wobei die Metren aber hin und wieder zusammenfallen, etwa:
- die Arie Mein teurer Heiland, lass dich fragen in Bachs Johannespassion: Solist und Begleitung haben 12/8-Takt, während der Chor im 4/4-Takt steht; dies führt aufgrund der Angleichungen der Dauer der Takte zu polymetrischen Verschiebungen, sobald der Chor eigene Achtelnoten hat, die um ein Drittel länger als die Achtelnoten des Solisten sind;
- die Ballszene im 1. Finale von Mozarts Oper Don Giovanni: Darin erklingen gleichzeitig drei verschiedene Tänze in unterschiedlichen Taktarten (Menuett, Kontratanz und Deutscher Tanz).

Im Notenbild ist Polymetrik gewöhnlich an der unterschiedlichen Akzentsetzung in den einzelnen Stimmen, an der Balkenschreibung über die Taktstriche hinweg oder (am leichtesten) an der Vorzeichnung unterschiedlicher Taktarten zu erkennen.
In außereuropäischer, besonders afrikanischer Musik ist hingegen die mit der Polymetrik manchmal verwechselte Polyrhythmik keine Seltenheit.

## Polymetrik im Rock/Pop/Jazz
Polymetrik (ohne Angleichung der Dauer der Takte unterschiedlicher Taktarten) findet auch in verschiedenen Subgenres des Progressive Rock und Progressive Metal äußerst häufig Verwendung. Als prominente Beispiele seien hier Bands wie Gentle Giant, King Crimson, Spastic Ink, Spiral Architect und Meshuggah genannt. Hier eine Aufschlüsselung zweier Beispiele von King Crimson sowie eines Beispiels aus einem Album zweier ehemaliger King Crimson-Mitglieder:
- Der Song Thela Hun Ginjeet (z. B. auf dem Album Discipline zu finden) weist eine Überlagerung der Grundstruktur im 4⁄4-Takt mit einem von Robert Fripp gespielten Riff im 7⁄8-Takt auf. Dies erzeugt bei melodisch und rhythmisch gleichbleibenden Riffs in jeder Wiederholung unterschiedliche harmonische Überlagerungen. Erst nach 56 Achtelnoten kommen die überlagerten Taktarten wieder zusammen.
- Der ehemalige King Crimson-Schlagzeuger Bill Bruford erklärt am Anfang des Songs Etude Revisited auf dem mit dem Bassisten Tony Levin eingespielten Album Bruford Levin Upper Extremities die in diesem Song verwendete polymetrische Überlagerung von 5⁄8- und 7⁄8-Takten.
- Der Song Frame by Frame des Albums Discipline liefert ein Beispiel für eine bei der Band King Crimson vorkommende spezielle Art der Polymetrik. Bei Zeitindex 1:07 beginnen die zwei Gitarren ein unisono-Riff im 7⁄8-Takt mit wechselnden Betonungen zu spielen. Bei der vierten Wiederholung lässt Robert Fripp dann bei dem Riff eine Achtelnote weg und spielt ab dort im Wechsel das original-Riff in 7⁄8-Takt und das Riff mit einer Achtel weniger im 6⁄8-Takt. Somit ergibt sich eine Überlagerung des Grundriffs im 7⁄8 in der ersten Gitarrenspur mit einem Wechsel von 6⁄8- und 7⁄8-Takt in der zweiten Gitarrenspur. Der Schlagzeuger spielt hierüber ein 13⁄8-Riff, welches durch Betonungsverschiebung sowohl den Grundlegenden 7⁄8 als auch das 13⁄8-Riff der zweiten Gitarrenspur passend unterlegt (6⁄8 + 7⁄8 = 13⁄8). Dies erzeugt eine äußerst komplexe rhythmische Gesamtstruktur und verschiedene harmonische Überlagerungen bei jedem Durchgang, bis die beiden Gitarrenspuren nach insgesamt 91 Achtelnoten (13 Wiederholungen des 7⁄8-Riffs und 7 Wiederholungen des 13⁄8-Riffs) wieder zusammentreffen, d. h. die „Eins“ (der erste Schlag eines Taktes) zum ersten Mal wieder zeitgleich für beide Spuren ist. Eine solche Polymetrik verlangt extrem hohes Können von den Musikern.
- Die ersten vier Takte des Titels Skimble von der Eisenbahn (Skimbleshanks, the railway cat) aus dem Musical Cats von Andrew Lloyd Webber sind im 13⁄8-Takt notiert.
- Im Song Kashmir von Led Zeppelin bewegen sich Gitarre, Streicher, Bass und Gesang im Drei-Viertel-Takt, während das Schlagzeug einen Vier-Viertel-Beat spielt.

### Notations- und Hörbeispiel
Hier ein Hörbeispielⓘ für eine atonale, chromatische Passage polymetrischer Musik. Die zwei Gitarrenspuren spielen zunächst – wie im oben besprochenen Beispiel – ein unisono Riff, diesmal im 11⁄8-Takt, welchem dann in der zweiten Spur jeden zweiten Takt eine Achtelnote hinzugefügt wird. Es ergibt sich also eine Überlagerung eines 11⁄8-Takts in der ersten Spur mit einem Wechsel von 11⁄8- und 12⁄8-Takten in der zweiten Spur. Dies ist eine Notation des Hörbeispiels, in der klassisch die verschiedenen Taktarten in den beiden Spuren auf 11⁄8 vereinheitlicht sind. Zur Veranschaulichung der metrischen Überlagerung wurden die tatsächlichen Takte der einzelnen Spuren markiert:
Es zeigt sich, dass erst im 24. 11⁄8-Takt der erste Schlag in den tatsächlichen Takten jeder Spur wieder mit dem der anderen zusammenfällt. Die ersten beiden notierten Takte sind noch unisono, danach verschiebt sich die Überlagerung alle zwei Takte um eine Achtelnote, so dass die Spuren zunächst immer weiter „auseinanderdriften“. Genau am Übergang von 11. zu 12. der notierten Takte haben sich die Spuren am weitesten voneinander entfernt. Zwischen dem fis in beiden Spuren (welches stets den Anfang des tatsächlichen Takts darstellt) liegen jetzt 4 bzw. 5 (je „nach links“ und „nach rechts“) Achtelnoten. Hiernach nähern sich die Spuren wieder an, um im notierten Takt 24 wieder unisono zu sein. Anhand dieser Analyse lässt sich erkennen, dass die (dis-)harmonischen Überlagerungen sich mit jedem Durchgang des 23⁄8-Riffs in der zweiten Stimme verändern. Somit ergibt sich eine äußerst komplexe Gesamtstruktur von Rhythmik, Melodik und Harmonie.
Um die (dis-)harmonischen Überlagerungen zu verdeutlichen, ist hier eine Notation der Passage, in der beide Stimmen übereinandergelegt dargestellt sind:
Alternativ lässt sich eine polymetrische Passage auch uneinheitlich notieren, so dass für jedes Instrument die tatsächliche Taktart in der Notation angegeben ist. Dies hat den Nachteil, dass es nicht mehr möglich ist, eine Stelle in dem Stück in Form von Taktnummer anzugeben, da innerhalb eines gewissen Zeitraumes eine Stimme mehr oder weniger Takte notiert hat als eine andere Spur, mit der sie sich polymetrisch überlagert. Es hat allerdings für die Instrumentalisten den Vorteil, dass die Notation ihrer jeweiligen Spur klar gruppiert ist und die tatsächliche Taktart angibt. Dies ist ein Vorteil gegenüber der klassischen Vereinheitlichung, da in dieser Polymetrik überall in einer Taktart notiert ist, so dass – wie im Beispielbild oben – in der zweiten Stimme ein 23⁄8-Riff (11⁄8-Takt + 12⁄8-Takt) als 11⁄8 notiert ist, womit ein tatsächlicher Takt nicht mehr von zwei Taktstrichen eingegrenzt wird, sondern über die Grenzen der solchen hinausgeht. Eine Notation jeder Stimme in ihrer tatsächlichen Taktart bietet also für die Instrumentalisten eine klarere Strukturierung und ließe in einer Partitur die Polymetrik als solche direkt erkennbar werden, hätte aber den Nachteil, dass nicht mehr eine Taktnummer für alle Instrumente denselben Abschnitt im gesamten Stück angeben kann, was die Erstellung einer Partitur erschwert.